# Yemen Translation Series
Die Yemen Translation Series (Silsilat al-mutarǧama al-yamanīya) ist eine vom American Institute for Yemeni Studies seit 1993 zuerst in New York, dann in Ardmore, Pennsylvania, herausgegebene Publikationsreihe mit englischsprachigen Übersetzungen zur Geschichte und Kultur des Jemen.

## Übersicht
- 1. My journey through Arhab and Hashid / Eduard Glaser; David Warburton; Daniel Martin Varisco; American Institute for Yemeni Studies. 1993
- 2. Visits and customs : the visit to the tomb of the prophet Hūd / صبان، عبد القادر محمد. ; ʻAbd al-Qādir Muḥammad Ṣabbān; Linda Boxberger; Awad Abdelrahim Abu Hulayqa. 1998
- 3. City of divine and earthly joys : the description of Ṣanʻāʼ; 	ʻAlī ibn ʻAbd Allāh Ibn al-Qāsim; ʻAbd Allāh Muḥammad Ḥibshī; Tim Mackintosh-Smith. 2001
- 4. The book of Sana'a : poetry of ʻAbd al-ʻAzīz al-Maqāliḥ / ʻAbd al-ʻAzīz Maqāliḥ; Bob Holman; Sam Liebhaber. 2004
- 5. An introduction to Hijrahs and other refuges of learning in Yemen. Al-Qadi Isma'il Ibn Ali al Akwa; Tim Mackintosh-Smith. 2009
- 6. أنثروبولوجية وتاريخية / Taḥaddī al-maʼlūf : al-Yaman: dirāsāt anthrūbūlūjīyah wa-tārīkhīyah.	ترجمة وتحرير لوسين تامينيان. ; Lucine Taminian; American Institute for Yemeni Studies. 2006